# Bartos Endre
Bartos Endre (Baja, 1930. január 16. – Baja, 2006. október 25.) magyar festő- és szobrászművész.

## Életpályája
Szülei: Bartos Nándor kántortanító és Sztriglic Irmin voltak. Tanulmányait szülővárosában végezte el; előbb a III. Béla Gimnáziumba járt, majd végül a Kertészképzőben érettségizett. Több alkalommal is felvételizett a Képzőművészeti Főiskolára, de egyszer sem nyert felvételt. Ezután a fővárosi tanács városépítési osztályán dolgozott. 1954-ben hazaköltözött, és a járási tanács kulturális osztályán talált munkahelyet, majd 1962–1967 között Szegeden a városi tanács városépítési osztályának vezetője volt. 1967-től véglegesen visszatér Bajára, és a gázgyárban dolgozott 1977-ig. 1972-ben Baján önálló kiállításon mutatkozott be a nyilvánosság előtt. 1977-ben a szeme miatt leszázalékolták. 1994-től állandó kiállításai a Hadtörténeti Múzeumban: az Aradi Vértanúk plakettsorozat, valamint Mészáros Lázár portrédomborműve. 1997-ben megalakult a Bartos Galéria.

### Munkássága
Autodidakta módon tanult; főleg érmeket, portrékat készített. Önerőből, önképzéssel küzdötte fel magát kiállító művésszé. Több mint 20 kiállítást rendezett Kiskunhalason, Budapesten, Kecskeméten, Dunaújvárosban és Székesfehérváron. A festészet mellett érmékkel is foglalkozott. Művészete expresszionista volt; a látványt világos kolorittal jelenítette meg. Az Orvostörténeti Múzeum gyűjteményében kb. 30 db plakett és érem (1990–1993), a csávolyi aradi emlékművön 13 vértanú dombormű arcképe (1999) található.

## Egyéni kiállításai
- 1987, 1989, 1996 Budapest
- 1988 Kazincbarcika, Kecskemét
- 1989-1991, 1994, 1996-1997 Baja
- 1992 Bácsbokod
- 1996 Pécs
- 1993-1997 különböző német városokban – München, Mindelheim, Bad Wörishofen, Wiesbaden, Bad Ems, Augsburg

## Köztéri művei
- Aradi vértanúk emlékműve (Baja, 1989)
- Mészáros Lázár szülőházának helye (Baja, 1989)

- Habsburg-emlékmű (Baja, 1991)[5]

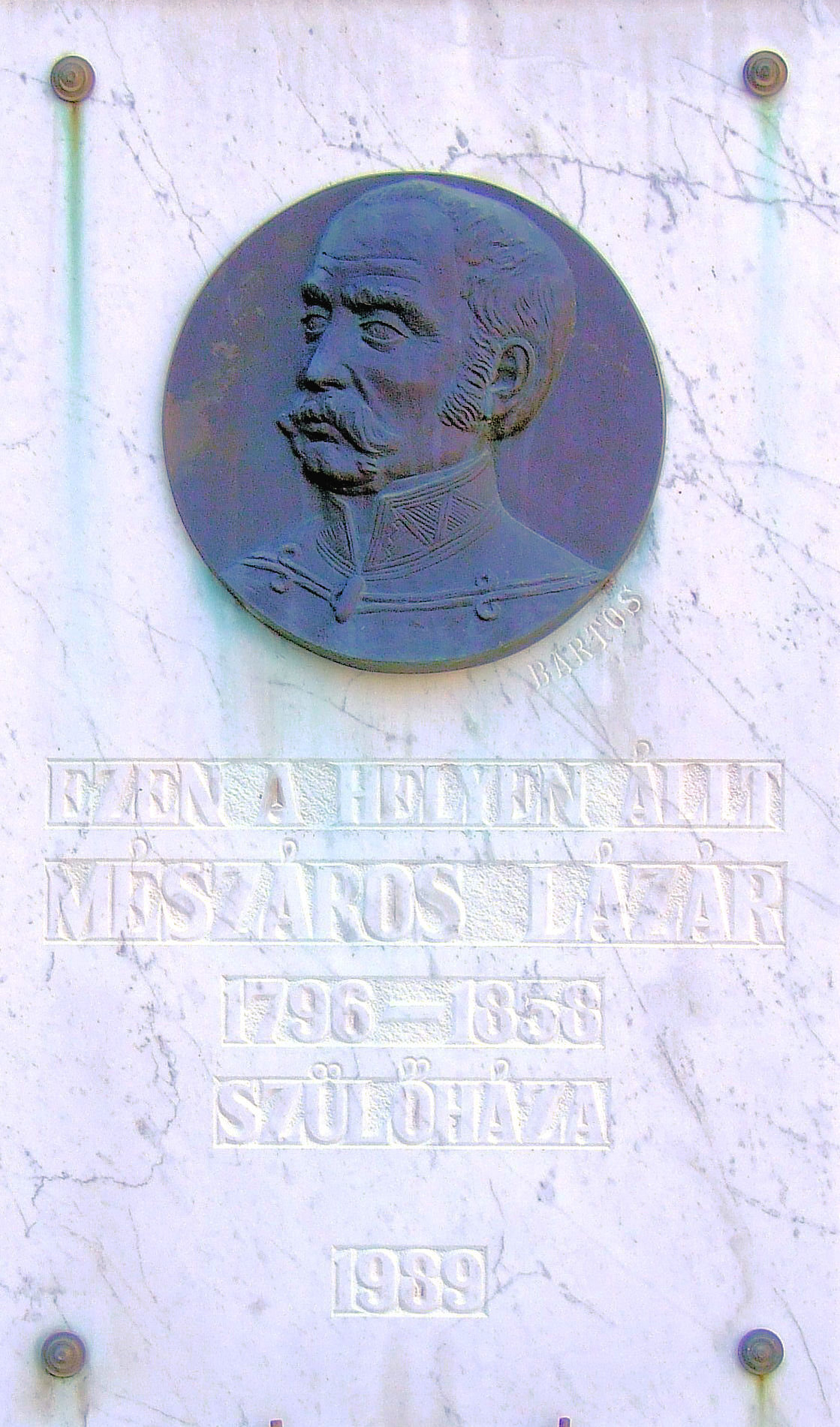
Emléktábla Baján, Mészáros Lázár szülőházának helyén. Bartos Endre (1930–2006) szobrászművész alkotása (1989)

- Knézich Károly-emléktábla (Budapest, 1991)
- II. világháború áldozatainak emlékműve (Bácsbokod, 1992)
- Mészáros Lázár-emlékmű (Baja, 1994)
- Csermák Mihály-emléktábla (Baja, 1998)
- Aradi vértanúk emlékműve (Csávoly, 1999)
- Batthyány Lajos - Aradi vértanúk emlékműve (Kiskunhalas, 1999)
- Schmidt Antal (Bácsszentgyörgy, 2005)

## Díjai
- Bács-Kiskun megyei Művészeti díj (1978)[2]
- Kiskunhalasi Állami Gazdaság Képzőművészeti Alapítvány ösztöndíja (1979-1991)
- Baja Város Kultúrájáért díj (2002)
- Baja Városért kitüntető cím (2004)
- Baja Város Hírnevéért díj (2006)[6]